# 黄栌属
黄栌属（学名：Cotinus）是漆树科下的一个属，为灌木或小乔木植物。该属共有约5种，分布于北温带。